# Leif Nelson
Leif Karl Axel Nelson, född 3 januari 1936 i Malmö, död 15 januari 2020 i Simrishamn, var en svensk målare, tecknare, grafiker, författare, illustratör och redaktör.

## Biografi
Nelson anställdes 1955 som tecknare vid tidningen Arbetet, och utbildade sig senare vid Målarskolan Forum i Malmö. Han kom därefter att arbeta som illustratör, tecknare, grafiker och målare. Som grafiker utförde han från 1980-talet ett större antal porträtt av främst svenska författare. Porträttet av Jacques Werup är förmodligen det mest kända, andra är porträtt av bland andra Knut Lagrup, Johannes Edfelt, Kerstin Ekman, Susanna Alakoski, Lars Forssell, Majken Johansson och Jan Myrdal. Han är representerad vid Gripsholms porträttsamling[källa behövs]. Nelson har haft kopparetsningen som specialitet. 
Nelson skrev respektive illustrerade ett flertal böcker, däribland den självbiografiska Leif Nelson, porträttör i fantasi och verklighet. Han fungerade även som redaktör för bildningstidskriften Studiekamraten, Statens kulturråds Press på biblioteket! och under senare år för Österlent, en kulturtidskrift utgående från skånska Österlen, där han var bosatt. Nelson är begravd på Sankt Pauli norra kyrkogård i Malmö.

### Författare
- I hundens tecken, av Leif Nelson, Bengt Berg, Thomas Nydahl, 1987, ISBN 91-85552-98-4
- Den poetiska cykeln, 1994 ISBN 91-88056-14-7
- Leif Nelson: porträttör i fantasi och verklighet, Nelson & Nelson, 1998 ISBN 9789197312936
- Låt osthyveln brinna : en krönikebok, 2002 ISBN 91-86360-56-6
- Bortom Pluto: en bild- och sannsaga, Heidruns förlag, 2018 ISBN 9789186699505

### Illustratör
- Malmö blues: dikter, av Thomas Nydahl, beledsagande bilder av Leif Nelson, 1983 ISBN 91-85650-20-X
- Möte, av Ann Gerd Bonde, bilder och form av Leif Nelson, 1986
- Våglängder: 33 poeter väljer en dikt : en antologi, redigerad av Carl Magnus von Seth, poetporträtt av Leif Nelson, 1987
- Garva med Goldstein!: de bästa judiska vitsarna, samlade av Salomon Schulman och Peter Rovan, illustratör Leif Nelson, 1988 ISBN 91-7868-122-7
- Flödande kunskaper: om tidskriften i skolan, av Karl G Fredriksson, Lilian Fredriksson, illustrationer Leif Nelson, 1992
- Var snäll och köp! : en lärorik bok om den svenska reklambranschen, av Larz G Lundgren, teckningar: Leif Nelson, 2005 ISBN 91-86360-88-4
- Svenska berättare 2, Fritiof Nilsson Piraten sällskapet, författarporträtt: Leif Nelson; bilder: Stieg Eldh 2006 ISBN 91-975360-1-6
- Poeten i Alexandria : 154 dikter, av Konstantin Kavafis; i översättning av Gottfried Grunewald, illustrationer: Leif Nelson,  2007 ISBN 978-91-975006-1-6
- Piratbubblor: citat, av Fritiof Nilsson Piraten; i urval av Per-Erik Sjösten och Mikael Persson, illustrationer: Leif Nelson, 2008 ISBN 978-91-7355-071-0
- Kalle Bagare får en idé: en berättelse för barn och alla andra om en succébulles tillkomst och firande, av Kaeth Gardestedt,  teckningar: Leif Nelson, 2008 ISBN 9789197573559
- Slink-Slank slingrar vilse, av Kaeth Gardestedt, teckningar: Leif Nelson, 2009 ISBN 9789197573566